# 1502 en philosophie
Chronologie de la philosophie
- 1498
- 1499
- 1500
- 1501
- 1502
- 1503
- 1504
- 1505
- 1506

L’année 1502 a été marquée, en philosophie, par les événements suivants :

## Naissances
- 2 juin à Laval : Guillaume Bigot[1], ou Le Bigot, Bigotius, mort vers 1550 est un écrivain, médecin et humaniste français, poète français et latin, et l'un des plus savants hommes du XVIe siècle[2]. L'abbé Angot signale qu'il n'est pas parfaitement encore connu, « car comment peut-on débrouiller une biographie romanesque en soi, racontée par le héros lui-même avec le souci de rendre son histoire indéchiffrable et lui-même méconnaissable ? »